# Clima Africii
 Clima Ecuatorială în Africa este clima ecuatorială care se întinde de o parte și de alta a Ecuatorului, cuprinzând bazinul fluviului Zair și coasta Golfului Guineei. Principalele caracteristici ale acestui tip de climă sunt: temperaturi între 25-26 °C și precipitații abundente. Ea se formează pe litoralul Golful Guineei și în Depresiunea Congo. Temperaturile sunt ridicate pe tot parcursul anului (25-26 °C). Datorită presiunii joase, aerul se mișcă ascendent și se formează nori. Plouă aproape zilnic și cantitatea de precipitații este mare (peste 1500 mm/an). Precipitațiile se repartizează uniform, dar se deosebesc totuși după două perioade umede: primăvara și toamna, când soarele se află în zenit. Căldura și umiditatea determină cantitatea mare a apei în râuri și dezvoltarea vegetației. Pentru oameni însă condițiile climatice de aici sunt mai puțin favorabile.
Clima subecuatorială este o zonă în care clima ajunge la 20+ de grade Celsius
iar precipitațiile creează două anotimpuri ploioase și secetoase
Clima tropical uscată (Deșertică) se caracterizează prin precipitații reduse, temperaturi ridicate. Aceasta se găsește în deșertul Sahara și Kalahari.
Climă tropical-oceanică în Africa insulară (ex. I. Madagascar).
Climă subtropicală în extremitățile Africii, iar în nord și sud au o climă Mediterană. În zona subtropicală se deosebesc două anotimpuri: unul blând și umed, altul cald și secetos. Regiunile muntoase ale Africii au o climă etajată pe altitudine, care începe cu un climat rece în Podișul Înalt al Etiopiei și Munții Kenya și Kilimanjaro! 

.